# Myrmeleon zebidee
Myrmeleon zebidee är en insektsart som beskrevs av Tim R. New och Courtenay N. Smithers 1994. Myrmeleon zebidee ingår i släktet Myrmeleon och familjen myrlejonsländor. Inga underarter finns listade i Catalogue of Life.